# Біологічні основи кохання
Теорія про біологічні основи кохання базується на дослідженнях, таких біологічних наук як еволюційна психологія, еволюційна біологія, антропологія та неврологія. Специфічні хімічні речовини, такі як окситоцин вивчаються в контексті їх ролі в набутті досвіду та вироблені поведінки, що  безпосередньо пов’язані з коханням.

## Еволюційна психологія
Еволюційна психологія висуває кілька причин виникнення кохання. Немовлята і діти людини є протягом дуже довгого часу залежними від допомоги батьків. Тому кохання розглядається як механізм, що сприяє взаємному батьківському піклуванню нащадків протягом тривалого періоду часу. Іншою причиною виникнення кохання могли бути хвороби, що передаються статевим шляхом, які знижували родючість, а довгострокові відносини знижували ризик зараження ІПСШ.
З погляду еволюційної психології досвід і поведінка, пов'язані з коханням можуть бути досліджені з погляду того, як вони були сформовані в ході еволюції людини. Наприклад, було висловлено припущення, що людська мова сформувалася в процесі еволюції, як тип «парувального сигналу», що давав змогу потенційному партнерові визначити репродуктивну готовність іншого.

## Нейрохімія
Традиційно вважається, що існують три основні рушії кохання — сексуальна енергія (лібідо), прив'язаність та бажаність партнера. Основними нейрохімічними (нейротрансмітери, статеві гормони, нейропептиди) факторами, які спричинюють ці рушії є тестостерон, естроген, дофамін, окситоцин, і вазопресин.[джерело?]
Центральні дофамінові шляхи опосередковують формування бажаності партнера, тоді як вазопресин у вентральному паллідумі й окситоцин у прилеглому і паравентрикулярному ядрах гіпоталамуса опосередковують формування бажаності партнера та прив'язаності до останнього. Лібідо модулюється в першу чергу діяльністю в мезолімбічному тракті (вентральна область покришки та прилегле ядро). Слідові аміни (наприклад, фенілетиламін і тирамін) відіграють критичну роль у регуляції дофамінергічної активності в центральній нервовій системі, отже і в цих шляхах.[джерело?]
Тестостерон і естроген взаємодіють з цими рушіями шляхом модуляції активності в дофамінових шляхах. Достатній рівень тестостерону в мозку є важливим як для чоловічої, так і жіночої сексуальної поведінки. Серотонін та норадреналін є менш значущими й взаємодіють через свої нейромодулюючі ефекти з дофаміном і окситоцином в деяких шляхах.[джерело?]
Особи, що були недавно закохані, мають вищий ніж зазвичай рівень кортизолу.[джерело?]

## Роль лімбічної системи
У 1937 році Джеймс Папез (англ. James Papez) представив концепцію ролі лімбічної системи в емоціях за допомогою схеми Папеза, яка визначила нейронні шляхи між вестибулярною системою та лімбічною системою. Вестибулярна система, що відповідає за рівновагу та рух, має широку мережу нейронних зв'язків. Вестибулярна стимуляція може впливати на емоції, включаючи пасивність, втрату мотивації, переїдання і навіть лють.
Дослідження показують, що романтичне кохання пов'язане з системами винагороди та мотивації, а лімбічні ділянки кори головного мозку обробляють окремі емоційні аспекти. У книзі «Загальна теорія кохання» (англ. A General Theory of Love) професори психіатрії UCSF обговорюють роль лімбічної системи в коханні, прив'язаності та соціальних зв'язках. Вони пропонують ідею «лімбічного резонансу», припускаючи, що наша нервова система налаштована на близьких нам людей, і ця здатність притаманна й іншим ссавцям. Ця концепція ґрунтується на попередніх дослідженнях, що підкреслюють важливість фізичного контакту та прихильності у соціальному та когнітивному розвитку, як-от експерименти Гаррі Харлоу (англ. Harry Harlow) з макаками-резусами.

## Любов і мотивація
Свідомі думки про романтичного партнера активують ділянки мозку, пов'язані з винагородою і мотивацією. Ортіг (фр. Ortigue) та ін. досліджували, чи може несвідоме запам'ятовування імені партнера також впливати на мотивацію. Вони виявили, що праймінг коханою людиною або улюбленим хобі покращує час реакції при визначенні того, чи є рядок літер словом, чи ні, порівняно з праймінгом нейтрального друга. Автори припускають, що цей ефект відбувається тому, що ім'я коханої людини «може викликати стан цілеспрямованості» і виробляти «дофамінергічні ефекти полегшення».